# Себал
Себал (порт. Sebal)  —  район (фрегезия) в Португалии,  входит в округ Коимбра. Является составной частью муниципалитета  Кондейша-а-Нова. Находится в составе крупной городской агломерации Большая Коимбра. По старому административному делению входил в провинцию Бейра-Литорал. Входит в экономико-статистический  субрегион Байшу-Мондегу, который входит в Центральный регион. Население составляет 1793 человека на 2001 год. Занимает площадь 16,68 км².
Покровителем района считается Апостол Пётр (порт. S.Pedro). 